# Ribeira Grande de Santiago (Concelho)
Ribeira Grande de Santiago ist ein Distrikt (Concelho) auf der Insel Santiago im Süden der Republik Kap Verde.
Ribeira Grande de Santiago liegt westlich von Praia. Die Nachbargemeinde ist Santa Catarina im Nordwesten, Santa Cruz im Norden, São Domingos im Nordosten und Praia im Osten.
Den Distrikt Ribeira Grande de Santiago gibt es erst seit 2005, als dieser aus dem Gebiet des Distrikts Praia herausgetrennt wurde. Der Name kommt aus dem Portugiesischen und bedeutet „Großer Fluss“ bzw. „Flusstal“. Dies ist der frühere Name der Stadt Cidade Velha, dem heutigen Verwaltungssitz des Distrikts, und spielt auf die große Flussmündung an, an der die Stadt errichtet wurde.

## Gemeinden
- Santíssimo Nome de Jesus
- São João Baptista

## Orte
- Cidade Velha

## Sonstiges
In Ribeira Grande de Santiago gibt es eine Primarschule, eine Realschule, ein Gymnasium, eine Kirche und einige Plätze (praças).